# Maxera zygia
Maxera zygia là một loài bướm đêm trong họ Noctuidae.